# John Thornton Kirkland

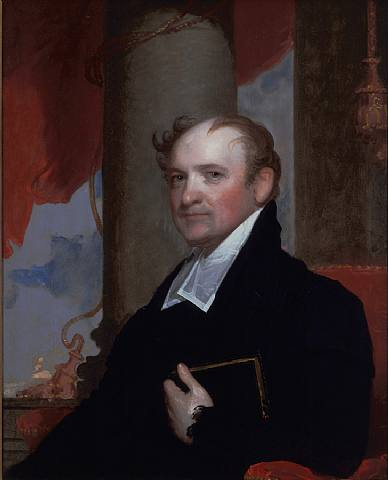
Porträt Kirklands von Gilbert Stuart (um 1816)

John Thornton Kirkland (* 17. August 1770 im (heutigen) Herkimer County, New York; † 24. oder 26. April 1840 in Boston, Massachusetts) war ein amerikanischer Kleriker und von 1810 bis 1828 Präsident der Harvard University.

## Leben

### Ausbildung
John Thornton Kirkland wurde 1770 als Sohn des Missionars Samuel Kirkland und seiner Frau Jerusha (geb. Bingham) Kirkland geboren. Er besuchte ab 1784 die erst kürzlich gegründete Phillips Academy in Andover, Massachusetts, ehe er zwei Jahre später ans Harvard College wechselte und dort 1789 den Artium baccalaureus (Bachelor of Arts) erhielt. Zudem diente er während seines Studiums in Harvard kurzzeitig in der Armee und war an der Niederschlagung von Shays’ Rebellion beteiligt. Nach seinem Studium kehrte er an die Phillips Academy zurück und war dort als Lehrer tätig, während er parallel dazu seine theologische Ausbildung fortsetzte. Dabei kehrte sich Kirkland jedoch sukzessive von der calvinistischen Doktrin ab, sodass er wenig später an die Harvard University zurückkehrte und sich dort fortan dem Studium der unitarischen Denomination widmete. Während dieser Zeit war er in Harvard als Tutor tätig und lehrte Logik und Metaphysik. 1794 empfing er die Ordination und fungierte fortan als Pastor der New South Church in Boston, Massachusetts. 1799 wurde er, ebenso wie sein Vater zuvor, in die American Academy of Arts and Sciences gewählt. Seine Studien setzte Kirkland jedoch fort und erhielt 1802 den Doctor of Divinity (lat. Divinitatis Doctor; vergleichbar mit dem heutigen Doctor theologiae) von der Princeton University sowie 1810 den Doctor of Laws (Doktor der Rechte) von der Brown University.

### Präsidentschaft in Harvard
1810 wurde Kirkland zum 15. Präsidenten der Harvard University gewählt. Unter seiner Leitung erlebte die Universität eine Blütezeit, in der die Law School und die Divinity School gegründet, 15 neue Professuren ins Leben gerufen, zahlreiche Gebäude erbaut oder renoviert sowie der Bestand der Bibliothek verdoppelt wurde. Zudem wurde Kirkland als ausgesprochen aufgeschlossen und freundlich, insbesondere seinen Studenten gegenüber beschrieben. Seine letzten Jahre in Harvard mündeten jedoch in mehreren Kontroversen. Nachdem er 1823 als Reaktion auf einen Studentenaufstand die Hälfte des Jahrgangs der Universität verwies, strich das Commonwealth Massachusetts 1824 die staatliche Förderung von 10.000 Dollar. Diese Kürzung machte erst deutlich, dass Kirkland die finanziellen Geschicke der Universität seit längerer Zeit nicht angemessen geleitet hatte; deutliche Einsparungen in allen Bereichen waren die Folge. Darüber hinaus erlitt er im August 1827 einen leichten Schlaganfall, sodass er im März 1828 als Präsident der Harvard University zurücktrat. Seine Nachfolge trat Josiah Quincy III an.
Mit seiner Frau, die er erst im September 1827 geheiratet hatte, unternahm Kirkland ab Frühling 1829 eine Weltreise, die sie unter anderem nach Europa und den Nahen Osten führte, ehe das Paar 1832 nach Boston zurückkehrte und sich dort niederließ. John Thornton Kirkland verstarb am 26. April (nach anderen Quellen am 24. April) 1840 im Alter von 69 Jahren in Boston. Ihm zu Ehren wurde in Harvard 1931 das Kirkland House erbaut, das als Studentenwohnheim fungiert.